# Varga József (ejtőernyős)
Varga József  (1942–) magyar ejtőernyős sportoló. Beceneve „Jozsó”.

## Életpálya
Nyolc világbajnokságon vett részt a magyar nemzeti válogatott csapat tagjaként, mindemellett vitorlázórepülővel és hőlégballonnal is számtalan nemzetközi verseny részese volt. Vitorlázógéppel 5-6 év alatt több mint 150 órát repült. Legnagyobb magassági eredménye 6800 m volt, ahol -52 Celsius-fokot mért. 12 év alatt közel 2000 órát repült ballonnal.
1958-ban ugrott első alkalommal ejtőernyővel. 1971-ben ugrott 2000. alkalommal. Sportpályafutása végén 8600 ugrással (!) büszkélkedhet. 1961-től 1980-ig a válogatott keret tagja. Külföldön négy nemzetközi versenyen vett részt. Az ejtőernyős ugrást Guinness-rekorddal fejezte be. A magyarországi legnagyobb, 6000 köbméteres ballonnal tíz ejtőernyős és két pilóta emelkedett fel, a résztvevők a legnagyobb ugrásszámot tették ki (átlag 11000 ugrás, teljesen magyar gyártású technikával). Ez volt a hitelesített rekord lényege, melyet azóta sem döntöttek meg. Az aktív sportot befejezve ejtőernyős ugró és ballonrepülő oktató.

## Sportegyesületei
- Légierő Sport Klub
- Postás Repülő Klub
- Központi Repülőklub (KRK)
- Szolnoki Repülő Klub

## Sporteredmények

### Világbajnokság
- A IX. Ejtőernyős Világbajnokságot 1970. augusztus 6. és augusztus 20. között Ausztria, Grazban rendezte, ahol a magyar férfi válogatott további tagjai: Szeder Ferenc, Hüse Károly, Kovács József és Nemecz István voltak.
- A X. Ejtőernyős Világbajnokságot 1970. augusztus 6. és augusztus 20. között Jugoszlávia adott otthont a Bledben lévő Lesce repülőtéren. A magyar férfi válogatott további tagjai: Hüse Károly, Kovács József, Nagy Endre és Horváth István voltak
- A XI. Ejtőernyős Világbajnokság megrendezésére 1972. augusztus 5. és augusztus 20. között került sor az Amerikában, Oklahoma államban, Tahlequah városának repülőterén, ahol a férfi válogatott további tagjai: Kovács József, Hüse Károly, Janovics Ferenc, Mészárovics György voltak.
- A XII. Ejtőernyős Világbajnokság rendezési jogát Magyarország kapta, a megrendezésre 1974. július 25. és augusztus 12. között került sor Szolnokon, a magyar férfi válogatott további résztvevői: Kovács József, Nagy Endre, Mészárovics György, Ecsédi András volt.
- A XIII. Ejtőernyős Világbajnokságra 1976. szeptember 10. valamint szeptember 26. között Olaszországban, Rómában a Guidonai repülőtéren került sor, ahol a magyar férfi válogatott további résztvevő: Tímár Vince, Janovics Ferenc, Mészárovics György, Hüse Károly volt.
- A XIV. Ejtőernyős Világbajnokságra 1978. augusztus 26. és szeptember 6. között került sor Jugoszláviában, Zágráb repülőterén, ahol a magyar férfi válogatott további tagjai: Tímár Vince, Mészárovics György, Juhász Zoltán és Janovics Ferenc volt.
- A XV. Ejtőernyős Világbajnokságra 1980. augusztus 15. illetve augusztus 28. között Bulgáriában, Kazanlak városában került sor, ahol magyar férfi válogatott további tagjai: Juhász Zoltán, Mészárovics György, Janovics Ferenc, Tímár Vince volt.

### Magyar bajnokság
- A IX. Ejtőernyős Nemzeti Bajnokságot 1962. szeptember 9. és szeptember 19. között tartották Hajdúszoboszlón, ahol
  - az országos férfi csapat bajnokságon ezüstérmes,
- A XI. Magyar Ejtőernyős Nemzeti Bajnokság megrendezésére 1964. szeptember 21. és szeptember 20. között újra Hajdúszoboszlón rendezték, ahol
  - az 1000 méteres célba ugrás budapesti és országos bajnoka,
- A XII. Magyar Ejtőernyős Bajnokságot 1965. augusztus 25. és augusztus 31. között Hajdúszoboszlón tartották meg, ahol
  - az 1000 méteres csapat célba ugrásban győztes Postás csapat tagja,
- A XIII. Magyar Ejtőernyős Nemzeti Bajnokságot 1966-ban rendezték, ahol
  - a 2000 méteres stílusugrás bronzérmese,
- A XIV. Magyar Ejtőernyős Nemzeti Bajnokságra 1967. július 23. valamint július 30. között került sor Miskolcon, ahol
  - az 1000 méteres férfi egyéni célba ugrás bronzérmese,
  - az 1000 méteres csapat célba ugrás győztese a Központi Repülőklub (KRK) I. csapattagja,
  - a 2000 méteres férfi stílus ugrás bronzérmese,
  - a férfi egyéni összetett verseny ezüstérmese,
- A XVI. Magyar Nemzeti Bajnokságot 1971. augusztus 27. valamint szeptember 2. között Gödöllőn rendezték meg, ahol
  - a 2000 méteres stílusugrás férfi országos bajnokság ezüstérmese,
  - az egyéni férfi összetett verseny bronzérmese,
- A XIX. Magyar Ejtőernyős Nemzeti Bajnokságot 1977. augusztus 23. és augusztus 28. között Gödöllőn tartották meg, ahol
  - a 2000 méteres stílusugrásban ezüstérmes,
- A XX. Magyar Ejtőernyős Nemzeti Bajnokságra 1979. augusztus 6. illetve augusztus 12. között került sor Gödöllőn, ahol
  - a 2000 méteres stílusugrás férfi ezüstérmese,

## Külső hivatkozások
- Varga József. localinfo.hu. (Hozzáférés: 2011. november 27.)[halott link]